# Sam Trammell
Sam Trammell (ur. 15 maja 1971 w Nowym Orleanie, Luizjana) – amerykański aktor teatralny, filmowy i telewizyjny.  występował w roli Sama Merlotte'a w serialu Czysta krew. W 2009 roku został nominowany do nagrody Scream Awards w kategorii „Przełomowa rola męska”.

## Życiorys
Urodził się w Nowym Orleanie w stanie Luizjana. Kiedy był dzieckiem jego rodzina przeprowadziła się do Charleston w Wirginii Zachodniej. Tam ukończył George Washington High School. Studiował na Brown University i Uniwersytecie Paryskim.

## Kariera
Pracował w teatrze, na Broadwayu, filmie i telewizji. Jest znakomitym nowojorskim aktorem, który ma na swoim koncie nominację do nagrody Tony za wystąpienie w przedstawieniu Ah, Wilderness! w Lincoln Center. Na Broadwayu wystąpił w wielu sztukach, m.in. Dealer's Choice, My Night with Reg, If Memory Serves, Ancestral Voices czy Kit Marlowe. Największą sławę przyniosła mu jednak rola Sama Merlotte'a w serialu produkcji HBO Czysta krew.

## Filmografia
- 2013: Uprzywilejowani (The Privileged) jako Preston Westwood
- 2011: Unshakable jako Kane
- 2010: Shrinking Charlotte jako Jeff Bicknell
- 2010: The Details
- 2009: Prawo i porządek: Zbrodniczy zamiar (Law & Order: Criminal Intent) jako Gray Vanderhoven
- 2009: Medium (Medium) jako dr Brian Seward
- 2008-obecnie: Czysta krew (True Blood) jako Sam Merlotte
- 2008: Miracle of Phil jako Taylor
- 2007: Obcy kontra Predator 2 (Aliens vs. Predator: Requiem) jako Tim
- 2007: What If God Were the Sun? jako Jeff
- 2007: Dowody zbrodni (Cold Case) jako Porter Rawley
- 2006: Dexter (Dexter) jako Matt Chambers
- 2006: Justice jako Kevin O’Neil
- 2006: Wzór (Numb3rs) jako Thomas Gill
- 2006: CSI: Kryminalne zagadki Nowego Jorku (CSI: NY) jako Charles Wright
- 2005: Kości (Bones) jako Ken Thompson
- 2005: Potyczki Amy (Judging Amy) jako Marty Levine
- 2005: Strong Medicine jako Kiko Ellsworth
- 2004: The Last Full Measure
- 2004: Cywilizacja jaszczurów (Anonymous Rex) jako Vincent Rubio
- 2004: Dr House (House M.D.) jako Ethan Hartig
- 2003: Undermind jako Derrick Hall/Zane Waye
- 2001-2002: Going to California jako Kevin 'Space' Lauglin
- 2000: Followers jako John Dietrich
- 2000: Miłość w Nowym Jorku (Autumn in New York) jako Simon
- 2000: Fear of Fiction jako Red/Tom Hopkins
- 2000: Beat jako Lee
- 1998: Wrestling with Alligators jako Will
- 1998: Maximum Bob jako Sonny Dupree
- 1998: Trinity jako Liam McCallister
- 1997: Childhood’s End jako Greg Chute
- 1997: The Hotel Manor Inn jako Nolan
- 1996: Harvest of Fire jako Simon Troyer